# Присивашное (Раздольненский район)
Присива́шное (до 1948 года Бекета́нь; укр. Присивашне, крымскотат. Bek Qotan, Бек Къотан) — исчезнувшее село в Раздольненском районе Республики Крым, располагавшееся на северо-востоке района, в степной части Крыма, примерно в 3 километрах юго-западее современного села Кумово.

## История
В истории села Присивашное, судя по доступным историческим документам, перепутаны 4 разных поселения, существовавших в разное время примерно в одном месте.
Первым, видимо, бал старинный Пек Котан упоминающийся в Камеральном Описании Крыма… 1784 года, судя по которому, в последний период Крымского ханства он входил в Мангытский кадылык Козловскаго каймаканства. После присоединения Крыма к России (8) 19 апреля 1783 года, (8) 19 февраля 1784 года, именным указом Екатерины II сенату, на территории бывшего Крымского ханства была образована Таврическая область и деревня была приписана к Евпаторийскому уезду. После павловских реформ, с 1796 по 1802 год входила в Акмечетский уезд Новороссийской губернии. По новому административному делению, после создания 8 (20) октября 1802 года Таврической губернии, деревня была включена в состав Джелаирской волости Евпаторийского уезда.
В Ведомости о волостях и селениях, в Евпаторийском уезде с показанием числа дворов и душ… от 19 апреля 1806 года она записана как Биютень, в котором числилось 12 дворов, 74 крымских татарина и 10 цыган. На военно-топографической карте генерал-майора Мухина 1817 года деревня, как Калмукара, обозначена с теми же 12 дворами — видимо, опустела вследствие эмиграции крымских татар в Турцию. После реформы волостного деления 1829 года Битюп, согласно «Ведомости о казённых волостях Таврической губернии 1829 года» отнесли к Атайской волости (переименованной из Джелаирской). На карте 1836 года в деревне Бюйтень 13 дворов. Затем, видимо, в результате эмиграции крымских татар, деревня заметно опустела и на карте 1842 года деревня Бюйтень обозначена, как малая, но с 2 мечетями.
Поселение пустовало до конца XIX века — в «…Памятной книжке Таврической губернии на 1900 год» в Коджанбакской волости записана разорённая без жителей деревня Калмукары (хотя старая деревня Калму-Кара находилась восточнее, у устья реки Самарчик). По Статистическому справочнику Таврической губернии. Ч.II-я. Статистический очерк, выпуск пятый Евпаторийский уезд, 1915 год, на хуторе Калму-Кары (И. Гелеловича) Коджамбакской волости Евпаторийского уезда числился 1 двор с караимским населением в количестве 9 человек приписных жителей и 16 — «посторонних».
После установления в Крыму Советской власти, по постановлению Крымревкома от 8 января 1921 года № 206 «Об изменении административных границ» была упразднена волостная система и в составе Евпаторийского уезда был образован Бакальский район, в который включили село, а в 1922 году уезды получили название округов. 11 октября 1923 года, согласно постановлению ВЦИК, в административное деление Крымской АССР были внесены изменения, в результате которых округа были отменены, Бакальский район упразднён и село вошло в состав Евпаторийского района. В Списке населённых пунктов Крымской АССР по Всесоюзной переписи 17 декабря 1926 года записано село Калму-Кары в составе Кизил-Байского сельсовета Евпаторийского района, в котором числилось 5 дворов, население составляло 20 человек, из них 9 украинцев, 7 русских и 4 немца. Постановлением ВЦИК РСФСР от 30 октября 1930 года был создан Ишуньский район, как национальный (лишённый статуса национального постановлением Оргбюро ЦК КПСС от 20 февраля 1939 года) украинский и село включили в его состав, а после создания в 1935 году Ак-Шеихского района (переименованного в 1944 году в Раздольненский) село включили в его состав. На километровой карте Генштаба 1941 года, село обозначено, как Калмыкары, состоящее из двух участков на расстоянии около 1,5 км друг от друга, на двухкилометровке 1942 года — уже Бекетань.
С 25 июня 1946 года селение в составе Крымской области РСФСР. Указом Президиума Верховного Совета РСФСР от 18 мая 1948 года, село, как Бекетань, переименовали в Присивашное. 26 апреля 1954 года Крымская область была передана из состава РСФСР в состав УССР. Время включения в Ковыльновский сельсовет пока не установлено: на 15 июня 1960 года село уже числилось в его составе. В январе 1967 года образован Ботанический сельсовет, в который включили Присивашное. Ликвидировано в период с 1 июня 1977 года, поскольку на эту дату ещё числилось в составе Ботанического сельсовета по 1985 год, поскольку в списках упразднённых после этой даты населённых пунктов не значится.